# الجدول الزمني لاسم فلسطين

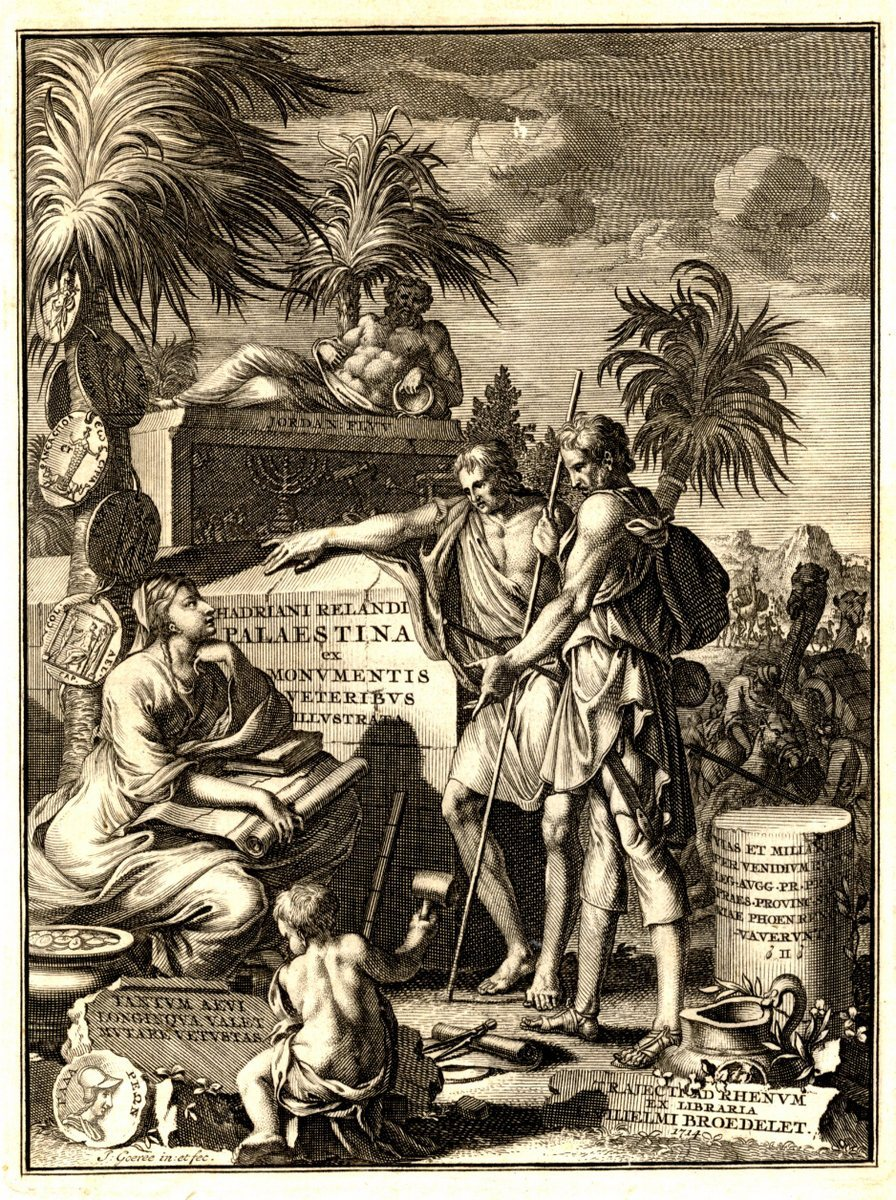
(آثار فلسطينية قديمة مصورة) تحتوي على وصف مبكر وجدول زمني للمراجع التاريخية لاسم "فلسطين".

يقدم هذا المقال قائمة من المراجع التاريخية البارزة لاسم فلسطين عبر تاريخ المنطقة.
تم العثور على المصطلح «فلسط» (الذي تمت ترجمته من الكتابة الهيروغليفية باسم ف-ر-س-ط) في خمسة نقوش تشير إلى شعب مجاور أو أرض تبدأ من حوالي 1150 قبل الميلاد خلال فترة الأسرة المصرية العشرين. أول شئ يذكر معروف كان في معبد رمسيس الثالث الذي يشير إلى «فلسط» بين أولئك الذين حاربوا مع مصر في عهد رمسيس الثالث، وآخرها عُرف بعد 300 عام على تمثال فاديسط. دعو الآشوريون نفس المنطقة «بالاشتو أو بيلستو»، بدءا من أداد نيراري الثالث في نمرود 800 قبل الميلاد من خلال معاهدة «اسار هادّون» أكثر من قرن في وقت لاحق. لم تقدم المصادر المصرية ولا المصادر الآشورية حدودًا إقليمية واضحة لهذا المصطلح.
أول استخدام واضح لمصطلح فلسطين للإشارة إلى المنطقة بأكملها بين فينيقيا ومصر كان في القرن الخامس قبل الميلاد في اليونان القديمة، عندما كتب هيرودوت عن منطقة سوريا، قال اسم فلسطين في «تاريخ هيرودوتس»، والتي شملت جبال يهودا وأخدود وادي الأردن. في وقت لاحق استخدم الكاتبين اليونان مثل أرسطو وبوليمون وبوسانياس الاسم، والتي أعقبها كاتبين رومان مثل أوفيد وتيبولوس وبومبونيوس ميلا وبلينيوس الأكبر وديو كريسوستوم وستاتشيوس وفلوطرخس وأيضًا الكاتبين الرومان اليهود كـفيلون السكندري ويوسيفوس فلافيوس. وقد أشار كتّاب آخرون، مثل سترابو، إلى المنطقة باسم سورية الجوفاء («كل سوريا») حوالي 10-20 ميلاديًا.
في عام 135 م، تم استخدام «سوريا فلسطين» اليونانية في تسمية مقاطعة رومانية جديدة من اندماج سوريا (ولاية رومانية) ويهودا (مقاطعة رومانية) بعد أن سحقت السلطات الرومانية ثورة بار كوخبا. لا يوجد دليل على من هو المسؤول عن تغيير الاسم، ولكن الأدلة الظرفية تربط هادريان بهذا الأمر، والتاريخ الدقيق غير مؤكد. إن الرأي العام القائل بأن تغيير الاسم كان يقصد به «قطع اتصال اليهود بوطنهم» محل نزاع.
خلال فترة الإمبراطورية البيزنطية، تم إعادة تنظيم إقليم سوريا فلسطين إلى: فلسطين الأولى، وفلسطين الثانية، وفلسطين الثالثة. بعد الفتح الإسلامي للشام، استمر استخدام الأسماء التي كانت تستخدمها الإدارة البيزنطية بشكل عام باللغة العربية. أصبح استخدام اسم «فلسطين» شائعاً في اللغة الإنجليزية الحديثة المبكرة، وقد استخدمت في اللغة الإنجليزية والعربية أثناء متصرفية القدس. في القرن العشرين، استخدم الاسم من قبل البريطانيين للإشارة إلى «الانتداب البريطاني على فلسطين»، وهي ولاية من الإمبراطورية العثمانية السابقة التي كانت مقسمة في اتفاقية سايكس بيكو. وقد استخدم المصطلح فيما بعد في «دولة فلسطين». كلاهما ضم مناطق جغرافية من الأرض المعروفة باسم فلسطين، إلى دولة جديدة أطلق على أراضيها اسم فلسطين.

#### الفترة المصرية

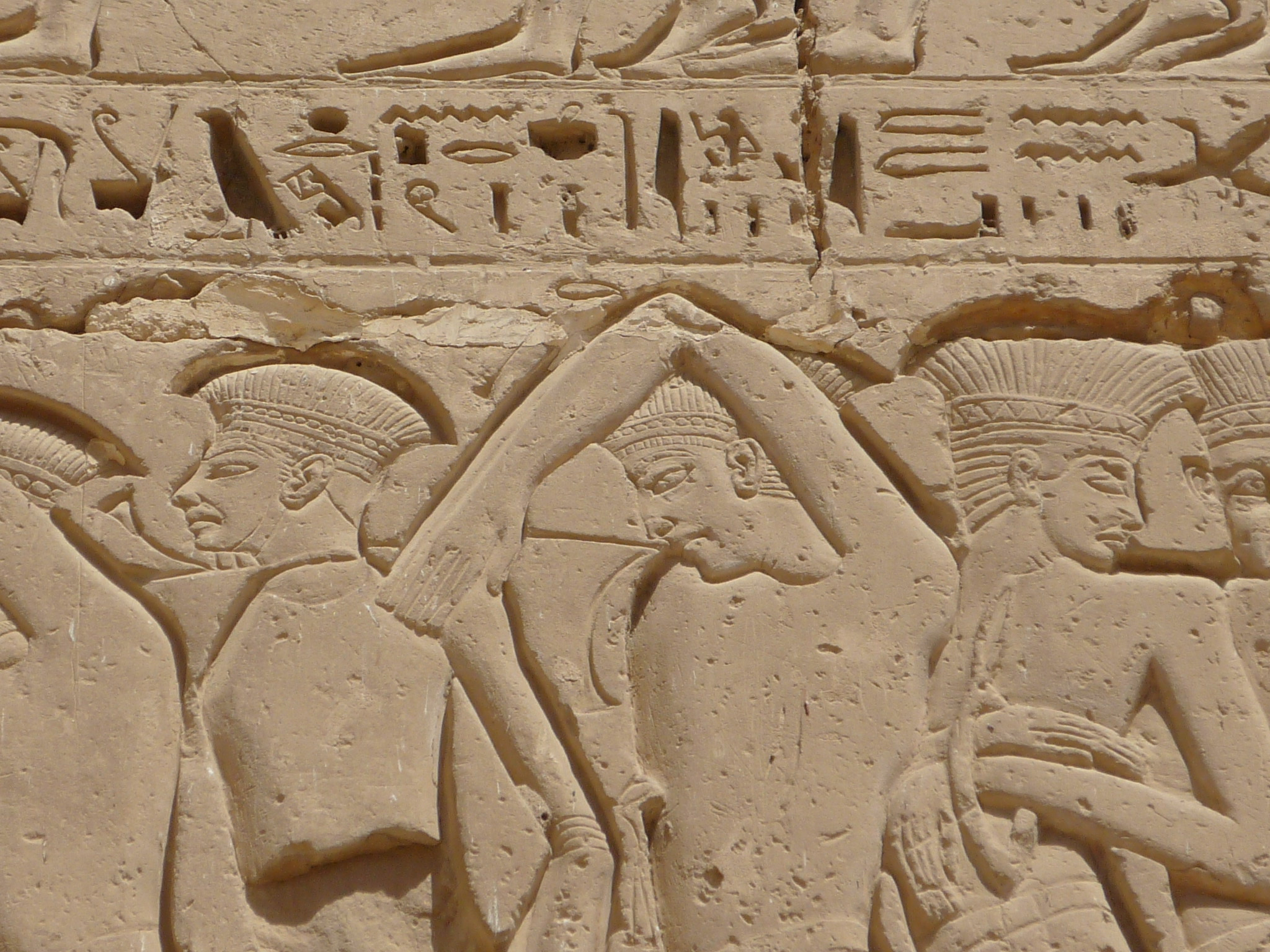
شعب يسمى فلسط (تقليديا بيليسط). من جدار تصويري على الصرح الثاني في مدينة هابو، 1150 قبل الميلاد، في عهد رمسيس الثالث.

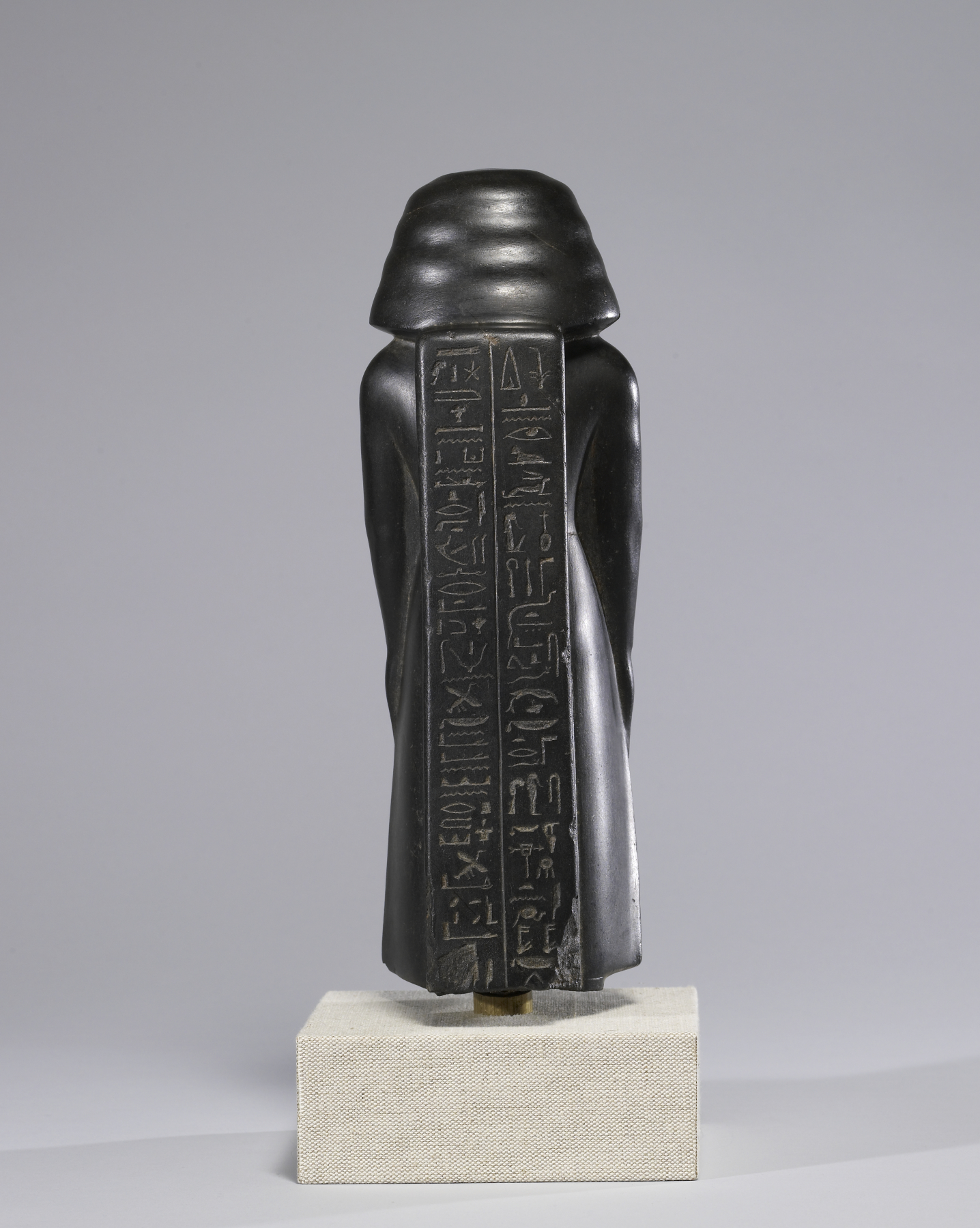
تمثال بيديست"المبعوث المحايد، المبعوث لـ كنعان، وبيليسط".

#### فترة الإمبراطورية الفارسية (الأخمينية)

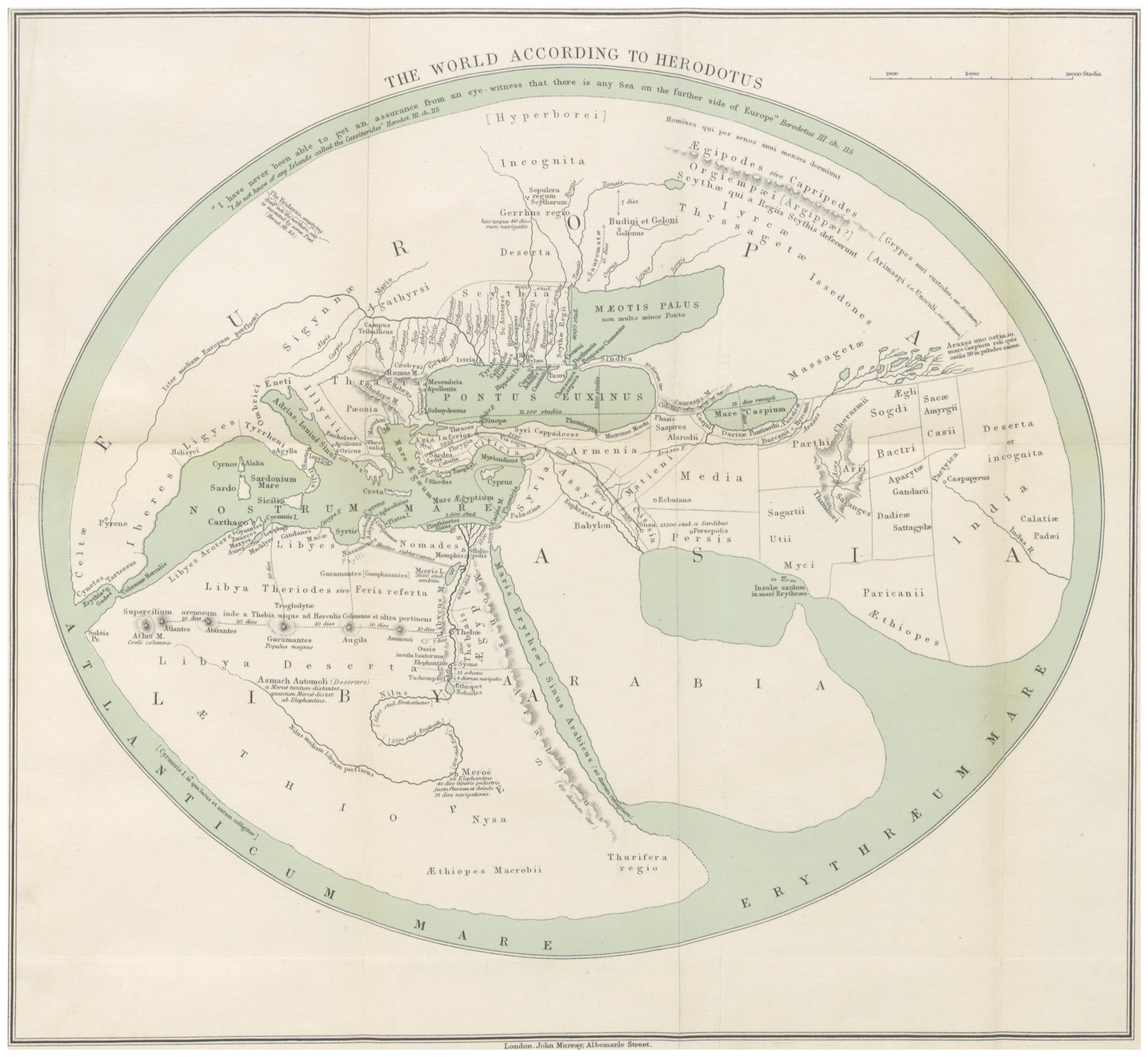
فلسطين في 450 قبل الميلاد وفقا لهيرودوت (خريطة كما أعاد بناؤها ج.موراي، 1897)

#### فترة قدس الرومان

فلسطين في 43 ميلادي وفقًا لبومبونيوس ميلا (خريطة أعيد بناؤها من قبل ك. ميلر، 1898)